# Abutilon menziesii
Abutilon menziesii, conhecido como Koʻoloaʻula em havaiano, é um arbusto da família Malvaceae. Ocorre nas florestas e matagais da ilha do Havaí - EUA, de onde é endêmica. Embora ultimamente tenham ocorrido reintroduções da espécie em locais onde é nativa, sua população vem diminuindo drasticamente devido ao avanço residencial e comercial, ruas e outros corredores de transporte, incêndios, secas, doenças, pecuária, agricultura, extração de madeira, introdução de espécies invasoras, dentre outros. Desenvolve-se com mais facilidade em um clima subtropical. Dão flores de diversas cores, como marrom, rosa, branco, vários tons de vermelho, etc.